# Tugny-et-Pont
Tugny-et-Pont település Franciaországban, Aisne megyében. Lakosainak száma 283 fő (2022. január 1.). Tugny-et-Pont Artemps, Bray-Saint-Christophe, Dury, Fluquières, Happencourt és Saint-Simon községekkel határos.

## Népesség
A település népessége az elmúlt években az alábbi módon változott:
| Lakosok száma | 263  | 251  | 288  | 243  | 284  | 273  | 275  | 281  | 284  | 283  |
|               | 1968 | 1982 | 1990 | 2006 | 2013 | 2015 | 2017 | 2019 | 2020 | 2022 |